# NGC 5109
NGC 5109 (другие обозначения — NGC 5113, UGC 8393, MCG 10-19-61, ZWG 294.32, IRAS13189+5754, PGC 46589) — галактика в созвездии Большая Медведица.
Этот объект занесён в новый общий каталог несколько раз, с обозначениями NGC 5109, NGC 5113. Оба раза, 17 марта 1790 (NGC 5109) и 24 апреля 1789 (NGC 5113) объект был открыт Уильямом Гершелем. Его сын Джон Гершель при публикации материалов отца попытался исключить NGC 5113, но Дрейер опубликовал объект в каталоге с пометкой, что он возможно идентичен NGC 5109. В статье опубликованной в 1912 году Дрейер согласился исключить объект из каталога. В каталогах CGCG и UGC опустевший номер объекта был присвоен тусклой галактике, видной примерно на месте, указанном Гершелем для NGC 5113.
NGC 5109 представляет из себя необычный объект с узловато выглядящей структурой в центре, имеющий несимметричную яркость, с различной асимметрией в разных цветах спектра.
Этот объект входит в число перечисленных в оригинальной редакции «Нового общего каталога».